# 高乃依小堂-诺曼底礼堂
圣路易堂 (法語：Église Saint-Louis de Rouen)，现名高乃依小堂-诺曼底礼堂 (法語：Chapelle Corneille, Auditorium de Normandie), 曾用名高乃依中学小堂 (法語：Chapelle du Lycée Corneille)，原为罗马天主教教堂、附近高乃依中学（Lycée Corneille）的小堂，2016年2月5日改为礼堂, 位于法国诺曼底大区鲁昂市中心东北。
礼堂坐落在17世纪的历史建筑高乃依中学小堂内。该建筑最多容纳700人。它欢迎室内乐以及当代音乐的现场表演。法国重音室内合唱团（Accentus）在鲁昂时，经常在这个场地表演。此外，音乐厅还受益于最新的声音技术，如其独特的最先进的6.5米宽的反射球，旨在增强观众体验。 这个音乐场地由鲁昂歌剧院和诺曼底大区的管理机构共同运营。

## 历史
圣路易堂的奠基仪式于1614年由王太后玛丽·德·美第奇主持，于1704年举行祝圣仪式。唱经楼和耳堂在1725年完成。
耶稣会遭取缔后，该堂被废弃。1765年，管风琴遭拆除，运到蓬莱韦克的圣弥额尔堂。与此同时，祭台也被出售，现在在潘泰维尔的天主圣三堂。
1793年，该堂改为饲料仓库。1799年，成为鲁昂绘画的保存地，使其成为鲁昂美术馆的第一个地点。
1895年，鲁昂市议会讨论拆除该堂，腾出空间来扩建高乃依中学。1910年，这座建筑列为法国历史遗迹，终于得到了保护。
从1959年起，连续开展修复运动，使其回到原来的状态，重新向公众开放。完成修复后，迎来了一些文化活动。
2016年，该场地被重新开发为一个礼堂，采用了尖端的声音混响技术。

## 建筑

### 外部
教堂融合了晚期哥特式建筑和古典主义建筑。其立面给人一种不完整的印象。这一特殊之处的原因是建造教堂的地基形状狭窄地段。
从体积上看，它是鲁昂第三大教堂，仅次于鲁昂主教座堂和圣欧登诺堂；又是法国第三大耶稣会教堂，仅次于巴黎发愿者之家和雷恩发愿者之家。
人们可以爬上立面前方宏伟的台阶，进入由两根多立克柱子支撑的大门。在立面檐口上，放置圣路易、查理曼、依納爵·羅耀拉和圣方济各的雕像。

### 内部

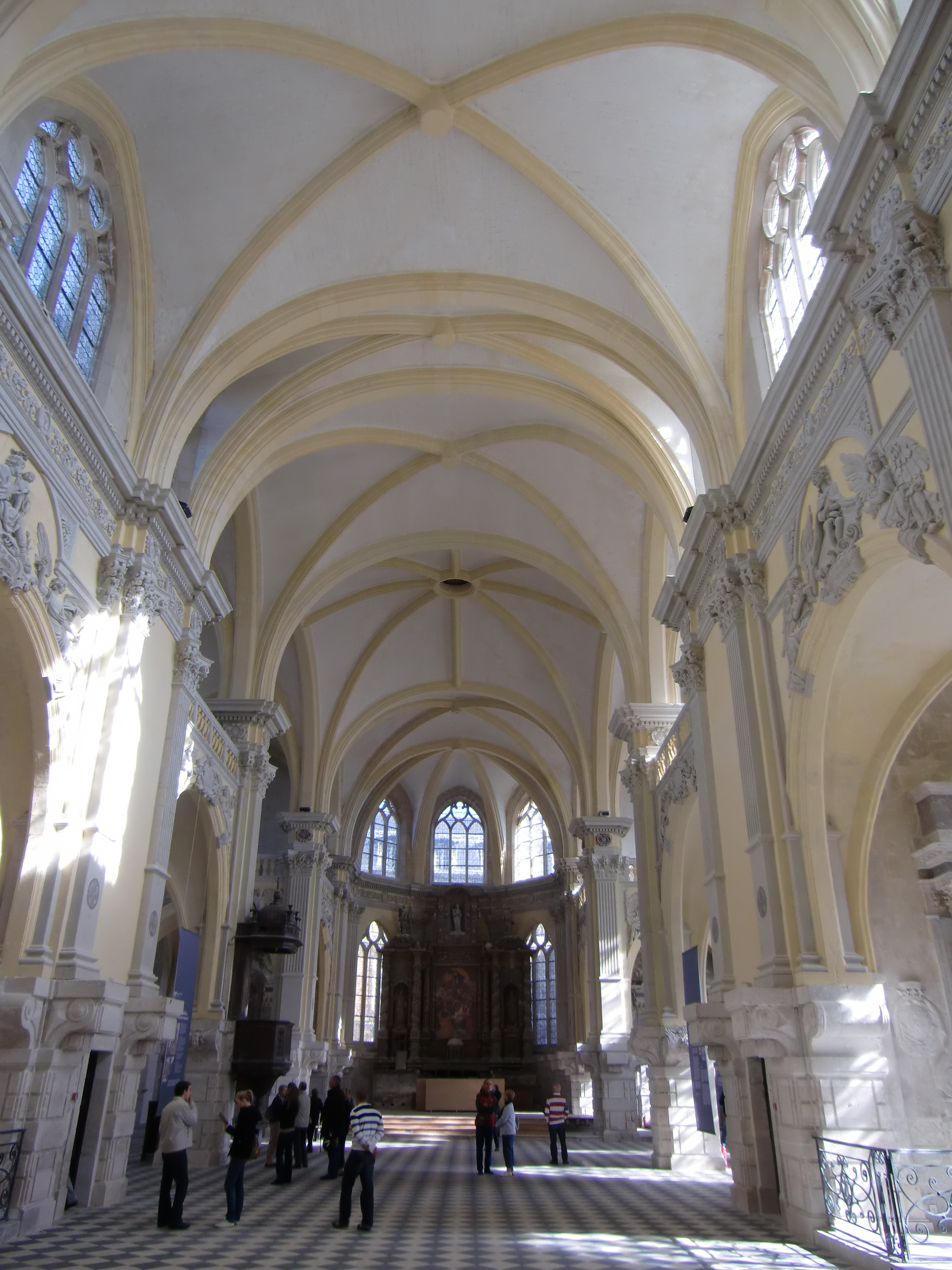
中殿

该建筑的布局呈十字形，轴线为南北向，中殿长52米。最南端的两个小堂规模不大。